# Lophoptera seydeli
Lophoptera seydeli là một loài bướm đêm trong họ Noctuidae.